# Fietskoerier

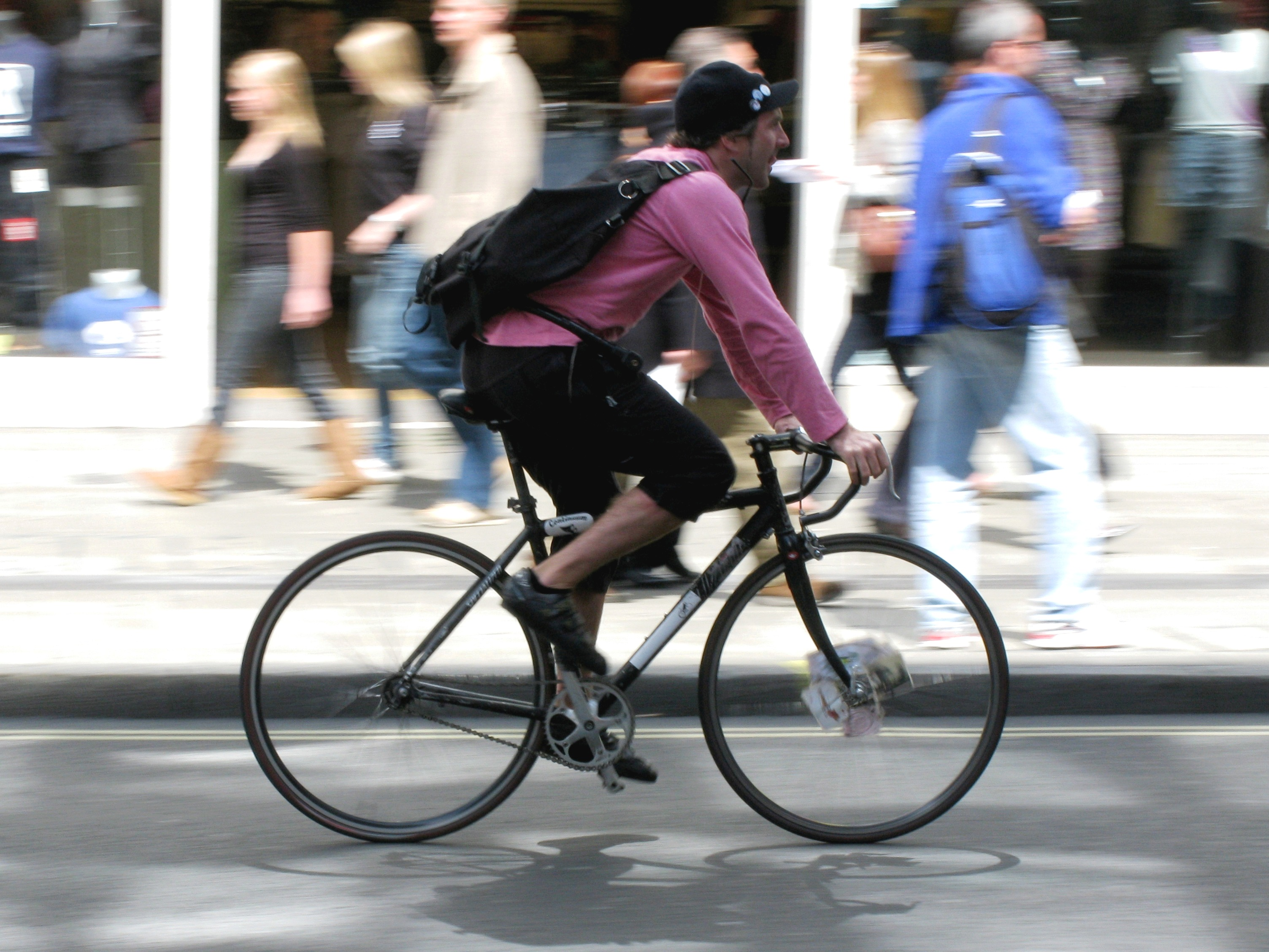
Fietskoerier in Londen

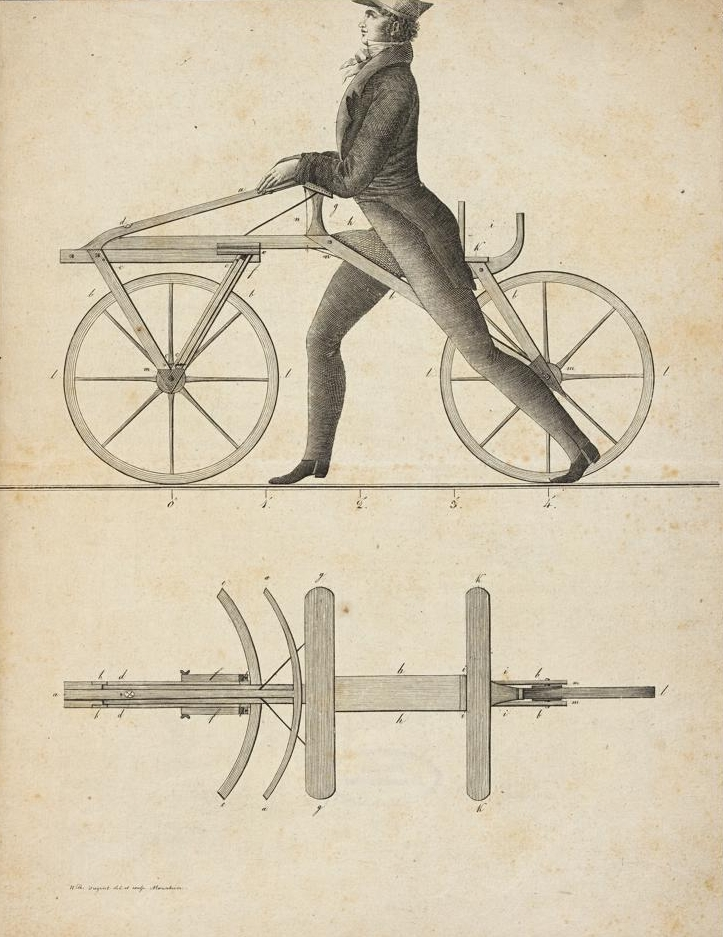
Militair koerier in 1817 op een draisine

Een fietskoerier is een persoon die per fiets kleine goederen zoals pakketjes en brieven bezorgt. Koeriersdiensten per fiets vinden vooral plaats in stedelijke gebieden.
Een veel voorkomend type fietskoerier is de maaltijdbezorger.